# Enniscrone
Enniscrone, auch Inniscrone und, offiziell Inishcrone  (irisch Inis Crabhann) ist eine Ortschaft im äußersten Westen der Grafschaft Sligo in Irland.
Im Jahre 2022 zählte Enniscrone 1291 Einwohner. Der lange Sandstrand wird von Dünen gegen das Hinterland abgegrenzt, die zum Schutz vor Menschen eingezäunt sind. Die Temperatur des Meeres, die Sauberkeit des Wassers und der Strände, der begrenzte Zugang für Kraftfahrzeuge und die Überwachung durch Lebensretter im Sommer, haben dazu geführt, dass der Strand der Gemeinde die Auszeichnung Blaue Flagge erhielt.

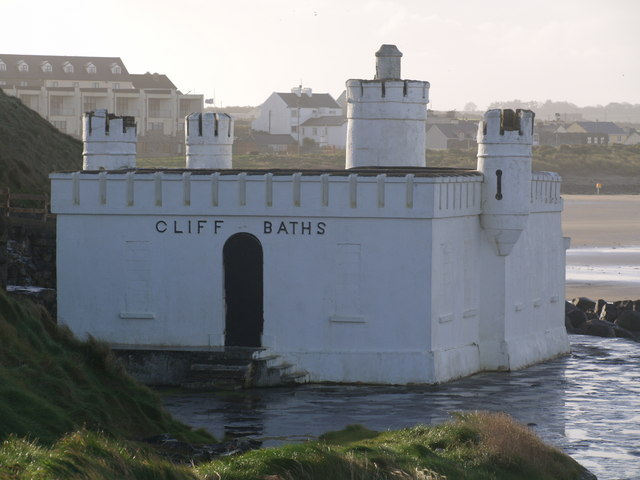
Die Cliff Baths bei Enniscrone

Weitere touristische Attraktionen sind steinzeitliche Bodendenkmäler und ein Golfplatz. In der Cliff Road wurde im 18. Jahrhundert vom damaligen Grundherrn ein Badehaus für die traditionellen irischen Algenbäder eingerichtet. Dieses Badehaus wurde im Jahre 1912 modernisiert und begeistert die Nutzer durch die alte Einrichtung und die Qualität der Seaweed Baths. Der Strand von Enniscrone wird in hohem Maße von den Einwohnern der benachbarten Stadt Ballina aufgesucht.